# Simon S. Lam
Simon Shin-Sing Lam (né le 31 juillet 1947 à Macao) est un informaticien américain qui travaille sur des protocoles sécurisés pour les réseaux informatiques  et est pionnier de la Transport Layer Security.

## Formation et carrière
Lam étudie le génie électrique à l'Université d'État de Washington, où il obtient un licence en 1969, et à l'Université de Californie à Los Angeles (UCLA), où il obtient un MSc en 1970 et un PhD en 1974. De 1971 à 1974, il travaille au Network Measurement Center ARPA de l'UCLA et de 1974 à 1977 au Centre de recherche Thomas J. Watson d'IBM. En 1977, il devient professeur assistant, en 1979 professeur associé et en 1985 professeur titulaire à l'Université du Texas à Austin. De 1992 à 1994, il dirige la Faculté d'informatique. En 2001, il est titulaire de la chaire Regents en informatique. Il est à la retraite depuis 2018.

## Travaux
Simon Lam est un pionnier de la sécurité pour les applications Internet. Simon S. Lam a inventé les sockets sécurisés en 1991 et met en place la première couche de sockets sécurisés, nommée Secure Sockets Layer (SSL) (Transport Layer Security) ou « Couche de sockets sécurisée », en 1993, ce qui crée un changement de paradigme dans la recherche de sécurité pour les applications Internet.

## Prix et distinctions
- 2023 : intronisé au Temple de la renommée d'Internet
- 2007 : élu membre de la Académie nationale d'ingénierie des États-Unis[1],[2] .
- 2004 : prix ACM Software System Award pour le développement du premier Secure Socket Layer (Secure Network Programming, SNP)[3],[4].
- 2004 : prix W. Wallace McDowell de l'IEEE Computer Society et le prix ACM SIGCOMM[5],[6],[7].
- 1998 : membre de l'Association for Computing Machinery (ACM, 1998)
- 1995 : Fellow de lEEE.